# Erginulus clavotibialis
Erginulus clavotibialis is een hooiwagen uit de familie Cosmetidae.